# Liste des municipalités du New Hampshire

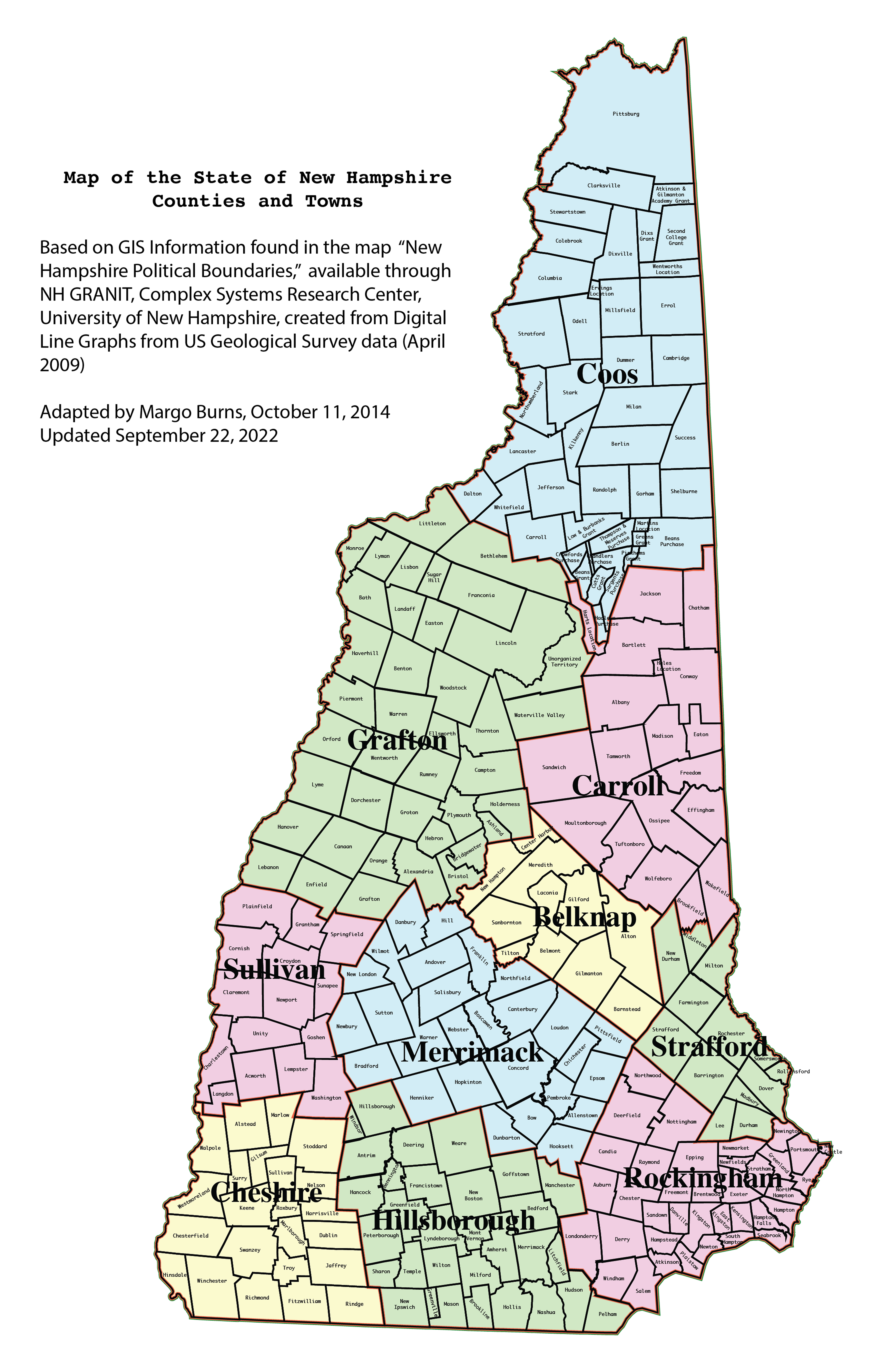
Carte des municipalités et des comtés.

L'État américain du New Hampshire compte 234 municipalités, dont 221 towns et 13 cities.

## Création et statut
Les municipalités du New Hampshire peuvent avoir le statut de city ou de town. Cette distinction reposait autrefois sur les conditions de création de la municipalité, une city nécessitant l'approbation de la législature du New Hampshire. Depuis 1979, les municipalités peuvent changer de statut lors de l'approbation de leur charte municipale par les électeurs.
Les municipalités ne couvrent pas la totalité du territoire de l'État, quelques portions limitées du New Hampshire constituent des grants (8), purchases (6), townships (6) ou locations (4), qui ne sont pas considérées comme des municipalités.
Les cities et towns du New Hampshire peuvent choisir plusieurs modes de gouvernance :
- les town meetings (en), où l'ensemble de la population en âge de voter constitue le pouvoir législatif de la municipalité, tandis qu'un board of selectmen détient le pouvoir exécutif local ;
- lorsque la charte municipale prévoit un town manager, qui dispose du pouvoir exécutif, le board of selectmen devient le pouvoir législatif et le town meeting n'a plus qu'un rôle consultatif ;
- enfin, la gouvernance de type council-manager repose sur un town manager et un conseil municipal.

## Liste des municipalités du New Hampshire
- Haut – A
- B
- C
- D
- E
- F
- G
- H
- I
- J
- K
- L
- M
- N
- O
- P
- Q
- R
- S
- T
- U
- V
- W
- X
- Y
- Z

| Nom               | Comté        | Population (2010) | Type | Mode de fonctionnement                |
| ----------------- | ------------ | ----------------- | ---- | ------------------------------------- |
| Acworth           | Sullivan     | 891               | Town | Town meeting                          |
| Albany            | Carroll      | 735               | Town | Town meeting                          |
| Alexandria        | Grafton      | 1 613             | Town | Town meeting                          |
| Allenstown        | Merrimack    | 4 322             | Town | Town meeting                          |
| Alstead           | Cheshire     | 1 937             | Town | Town meeting                          |
| Alton             | Belknap      | 5 250             | Town | Town meeting                          |
| Amherst           | Hillsborough | 11 201            | Town | Town meeting                          |
| Andover           | Merrimack    | 2 371             | Town | Town meeting                          |
| Antrim            | Hillsborough | 2 637             | Town | Town meeting                          |
| Ashland           | Grafton      | 2 076             | Town | Town meeting                          |
| Atkinson          | Rockingham   | 6 751             | Town | Town meeting                          |
| Auburn            | Rockingham   | 4 953             | Town | Town meeting                          |
| Barnstead         | Belknap      | 4 593             | Town | Town meeting                          |
| Barrington        | Strafford    | 8 576             | Town | Town meeting                          |
| Bartlett          | Carroll      | 2 788             | Town | Town meeting                          |
| Bath              | Grafton      | 1 077             | Town | Town meeting                          |
| Bedford           | Hillsborough | 21 203            | Town | Council-manager                       |
| Belmont           | Belknap      | 7 356             | Town | Town meeting                          |
| Bennington        | Hillsborough | 1 476             | Town | Town meeting                          |
| Benton            | Grafton      | 364               | Town | Town meeting                          |
| Berlin            | Coös         | 10 051            | City | Council-manager                       |
| Bethlehem         | Grafton      | 2 526             | Town | Town meeting                          |
| Boscawen          | Merrimack    | 3 965             | Town | Town meeting                          |
| Bow               | Merrimack    | 7 519             | Town | Town meeting (avec town manager)      |
| Bradford          | Merrimack    | 1 650             | Town | Town meeting                          |
| Brentwood         | Rockingham   | 4 486             | Town | Town meeting                          |
| Bridgewater       | Grafton      | 1 083             | Town | Town meeting                          |
| Bristol           | Grafton      | 3 054             | Town | Town meeting (avec town manager)      |
| Brookfield        | Carroll      | 712               | Town | Town meeting                          |
| Brookline         | Hillsborough | 4 991             | Town | Town meeting                          |
| Campton           | Grafton      | 3 333             | Town | Town meeting                          |
| Canaan            | Grafton      | 3 909             | Town | Town meeting                          |
| Candia            | Rockingham   | 3 909             | Town | Town meeting                          |
| Canterbury        | Merrimack    | 2 352             | Town | Town meeting                          |
| Carroll           | Coös         | 763               | Town | Town meeting                          |
| Center Harbor     | Belknap      | 1 096             | Town | Town meeting                          |
| Charlestown       | Sullivan     | 5 114             | Town | Town meeting                          |
| Chatham           | Carroll      | 337               | Town | Town meeting                          |
| Chester           | Rockingham   | 4 768             | Town | Town meeting                          |
| Chesterfield      | Cheshire     | 3 604             | Town | Town meeting                          |
| Chichester        | Merrimack    | 2 523             | Town | Town meeting                          |
| Claremont         | Sullivan     | 13 355            | City | Council-manager                       |
| Clarksville       | Coös         | 265               | Town | Town meeting                          |
| Colebrook         | Coös         | 2 301             | Town | Town meeting                          |
| Columbia          | Coös         | 757               | Town | Town meeting                          |
| Concord           | Merrimack    | 42 695            | City | Council-manager                       |
| Conway            | Carroll      | 10 115            | Town | Town meeting                          |
| Cornish           | Sullivan     | 1 640             | Town | Town meeting                          |
| Croydon           | Sullivan     | 764               | Town | Town meeting                          |
| Dalton            | Coös         | 979               | Town | Town meeting                          |
| Danbury           | Merrimack    | 1 164             | Town | Town meeting                          |
| Danville          | Rockingham   | 4 387             | Town | Town meeting                          |
| Deerfield         | Rockingham   | 4 280             | Town | Town meeting                          |
| Deering           | Hillsborough | 1 912             | Town | Town meeting                          |
| Derry             | Rockingham   | 33 109            | Town | Council-manager                       |
| Dorchester        | Grafton      | 355               | Town | Town meeting                          |
| Dover             | Strafford    | 29 987            | City | Council-manager                       |
| Dublin            | Cheshire     | 1 597             | Town | Town meeting                          |
| Dummer            | Coös         | 304               | Town | Town meeting                          |
| Dunbarton         | Merrimack    | 2 758             | Town | Town meeting                          |
| Durham            | Strafford    | 14 638            | Town | Council-manager                       |
| East Kingston     | Rockingham   | 2 357             | Town | Town meeting                          |
| Easton            | Grafton      | 254               | Town | Town meeting                          |
| Eaton             | Carroll      | 393               | Town | Town meeting                          |
| Effingham         | Carroll      | 1 465             | Town | Town meeting                          |
| Ellsworth         | Grafton      | 83                | Town | Town meeting                          |
| Enfield           | Grafton      | 4 582             | Town | Town meeting                          |
| Epping            | Rockingham   | 6 411             | Town | Town meeting (avec ballot initiative) |
| Epsom             | Merrimack    | 4 566             | Town | Town meeting                          |
| Errol             | Coös         | 291               | Town | Town meeting                          |
| Exeter            | Rockingham   | 14 306            | Town | Town meeting                          |
| Farmington        | Strafford    | 6 786             | Town | Town meeting                          |
| Fitzwilliam       | Cheshire     | 2 396             | Town | Town meeting                          |
| Francestown       | Hillsborough | 1 562             | Town | Town meeting                          |
| Franconia         | Grafton      | 1 104             | Town | Town meeting                          |
| Franklin          | Merrimack    | 8 477             | City | Council-manager                       |
| Freedom           | Carroll      | 1 489             | Town | Town meeting                          |
| Fremont           | Rockingham   | 4 283             | Town | Town meeting                          |
| Gilford           | Belknap      | 7 126             | Town | Town meeting                          |
| Gilmanton         | Belknap      | 3 777             | Town | Town meeting                          |
| Gilsum            | Cheshire     | 813               | Town | Town meeting                          |
| Goffstown         | Hillsborough | 17 651            | Town | Town meeting                          |
| Gorham            | Coös         | 2 848             | Town | Town meeting                          |
| Goshen            | Sullivan     | 810               | Town | Town meeting                          |
| Grafton           | Grafton      | 1 340             | Town | Town meeting                          |
| Grantham          | Sullivan     | 2 985             | Town | Town meeting                          |
| Greenfield        | Hillsborough | 1 749             | Town | Town meeting                          |
| Greenland         | Rockingham   | 3 549             | Town | Town meeting                          |
| Greenville        | Hillsborough | 2 105             | Town | Town meeting                          |
| Groton            | Grafton      | 593               | Town | Town meeting                          |
| Hampstead         | Rockingham   | 8 523             | Town | Town meeting                          |
| Hampton           | Rockingham   | 15 430            | Town | Town meeting                          |
| Hampton Falls     | Rockingham   | 2 236             | Town | Town meeting (avec ballot initiative) |
| Hancock           | Hillsborough | 1 654             | Town | Town meeting                          |
| Hanover           | Grafton      | 11 260            | Town | Town meeting                          |
| Harrisville       | Cheshire     | 961               | Town | Town meeting                          |
| Hart's Location   | Carroll      | 41                | Town | Town meeting                          |
| Haverhill         | Grafton      | 4 697             | Town | Town meeting (avec town manager)      |
| Hebron            | Grafton      | 602               | Town | Town meeting                          |
| Henniker          | Merrimack    | 4 836             | Town | Town meeting                          |
| Hill              | Merrimack    | 1 089             | Town | Town meeting                          |
| Hillsborough      | Hillsborough | 6 011             | Town | Town meeting                          |
| Hinsdale          | Cheshire     | 4 046             | Town | Town meeting                          |
| Holderness        | Grafton      | 2 108             | Town | Town meeting                          |
| Hollis            | Hillsborough | 7 684             | Town | Town meeting                          |
| Hooksett          | Merrimack    | 13 451            | Town | Council-manager                       |
| Hopkinton         | Merrimack    | 5 589             | Town | Town meeting                          |
| Hudson            | Hillsborough | 24 467            | Town | Town meeting                          |
| Jackson           | Carroll      | 816               | Town | Town meeting                          |
| Jaffrey           | Cheshire     | 5 457             | Town | Town meeting (avec town manager)      |
| Jefferson         | Coös         | 1 107             | Town | Town meeting                          |
| Keene             | Cheshire     | 23 409            | City | Mayor-council                         |
| Kensington        | Rockingham   | 2 124             | Town | Town meeting                          |
| Kingston          | Rockingham   | 6 025             | Town | Town meeting                          |
| Laconia           | Belknap      | 15 951            | City | Council-manager                       |
| Lancaster         | Coös         | 3 507             | Town | Town meeting                          |
| Landaff           | Grafton      | 415               | Town | Town meeting                          |
| Langdon           | Sullivan     | 688               | Town | Town meeting                          |
| Lebanon           | Grafton      | 13 151            | City | Council-manager                       |
| Lee               | Strafford    | 4 330             | Town | Town meeting                          |
| Lempster          | Sullivan     | 1 154             | Town | Town meeting                          |
| Lincoln           | Grafton      | 1 662             | Town | Town meeting (avec town manager)      |
| Lisbon            | Grafton      | 1 595             | Town | Town meeting                          |
| Litchfield        | Hillsborough | 8 271             | Town | Town meeting                          |
| Littleton         | Grafton      | 5 928             | Town | Town meeting                          |
| Londonderry       | Rockingham   | 24 129            | Town | Town council                          |
| Loudon            | Merrimack    | 5 317             | Town | Town meeting                          |
| Lyman             | Grafton      | 533               | Town | Town meeting                          |
| Lyme              | Grafton      | 1 716             | Town | Town meeting                          |
| Lyndeborough      | Hillsborough | 1 683             | Town | Town meeting                          |
| Madbury           | Strafford    | 1 771             | Town | Town meeting                          |
| Madison           | Carroll      | 2 502             | Town | Town meeting                          |
| Manchester        | Hillsborough | 109 565           | City | Mayor-council                         |
| Marlborough       | Cheshire     | 2 603             | Town | Town meeting                          |
| Marlow            | Cheshire     | 742               | Town | Town meeting                          |
| Mason             | Hillsborough | 1 382             | Town | Town meeting                          |
| Meredith          | Belknap      | 6 241             | Town | Town meeting (avec town manager)      |
| Merrimack         | Hillsborough | 25 494            | Town | Council-manager                       |
| Middleton         | Strafford    | 1 783             | Town | Town meeting                          |
| Milan             | Coös         | 1 337             | Town | Town meeting                          |
| Milford           | Hillsborough | 15 115            | Town | Town meeting                          |
| Milton            | Strafford    | 4 598             | Town | Town meeting                          |
| Monroe            | Grafton      | 788               | Town | Town meeting                          |
| Mont Vernon       | Hillsborough | 2 409             | Town | Town meeting                          |
| Moultonborough    | Carroll      | 4 044             | Town | Town meeting                          |
| Nashua            | Hillsborough | 86 494            | City | Mayor-council                         |
| Nelson            | Cheshire     | 729               | Town | Town meeting                          |
| New Boston        | Hillsborough | 5 321             | Town | Town meeting                          |
| New Castle        | Rockingham   | 968               | Town | Town meeting                          |
| New Durham        | Strafford    | 2 638             | Town | Town meeting                          |
| New Hampton       | Belknap      | 2 165             | Town | Town meeting                          |
| New Ipswich       | Hillsborough | 5 099             | Town | Town meeting                          |
| New London        | Merrimack    | 4 397             | Town | Town meeting                          |
| Newbury           | Merrimack    | 2 072             | Town | Town meeting                          |
| Newfields         | Rockingham   | 1 680             | Town | Town meeting                          |
| Newington         | Rockingham   | 753               | Town | Town meeting                          |
| Newmarket         | Rockingham   | 8 936             | Town | Council-manager                       |
| Newport           | Sullivan     | 6 507             | Town | Town meeting                          |
| Newton            | Rockingham   | 4 603             | Town | Town meeting                          |
| North Hampton     | Rockingham   | 4 301             | Town | Town meeting                          |
| Northfield        | Merrimack    | 4 829             | Town | Town meeting                          |
| Northumberland    | Coös         | 2 288             | Town | Town meeting                          |
| Northwood         | Rockingham   | 4 241             | Town | Town meeting                          |
| Nottingham        | Rockingham   | 4 785             | Town | Town meeting                          |
| Orange            | Grafton      | 331               | Town | Town meeting                          |
| Orford            | Grafton      | 1 237             | Town | Town meeting                          |
| Ossipee           | Carroll      | 4 345             | Town | Town meeting                          |
| Pelham            | Hillsborough | 12 897            | Town | Town meeting                          |
| Pembroke          | Merrimack    | 7 115             | Town | Town meeting                          |
| Peterborough      | Hillsborough | 6 284             | Town | Town meeting                          |
| Piermont          | Grafton      | 790               | Town | Town meeting                          |
| Pittsburg         | Coös         | 869               | Town | Town meeting                          |
| Pittsfield        | Merrimack    | 4 106             | Town | Town meeting                          |
| Plainfield        | Sullivan     | 2 364             | Town | Town meeting                          |
| Plaistow          | Rockingham   | 7 609             | Town | Town meeting (avec town manager)      |
| Plymouth          | Grafton      | 6 990             | Town | Town meeting                          |
| Portsmouth        | Rockingham   | 20 779            | City | Council-manager                       |
| Randolph          | Coös         | 310               | Town | Town meeting                          |
| Raymond           | Rockingham   | 10 138            | Town | Town meeting (avec town manager)      |
| Richmond          | Cheshire     | 1 155             | Town | Town meeting                          |
| Rindge            | Cheshire     | 6 014             | Town | Town meeting (avec town manager)      |
| Rochester         | Strafford    | 29 752            | City | Council-manager                       |
| Rollinsford       | Strafford    | 2 527             | Town | Town meeting                          |
| Roxbury           | Cheshire     | 229               | Town | Town meeting                          |
| Rumney            | Grafton      | 1 480             | Town | Town meeting                          |
| Rye               | Rockingham   | 5 298             | Town | Town meeting                          |
| Salem             | Rockingham   | 28 776            | Town | Town meeting (avec town manager)      |
| Salisbury         | Merrimack    | 1 382             | Town | Town meeting                          |
| Sanbornton        | Belknap      | 2 966             | Town | Town meeting                          |
| Sandown           | Rockingham   | 5 986             | Town | Town meeting                          |
| Sandwich          | Carroll      | 1 326             | Town | Town meeting                          |
| Seabrook          | Rockingham   | 8 693             | Town | Town meeting (avec town manager)      |
| Sharon            | Hillsborough | 352               | Town | Town meeting                          |
| Shelburne         | Coös         | 372               | Town | Town meeting                          |
| Somersworth       | Strafford    | 11 766            | City | Council-manager                       |
| South Hampton     | Rockingham   | 814               | Town | Town meeting                          |
| Springfield       | Sullivan     | 1 311             | Town | Town meeting                          |
| Stark             | Coös         | 556               | Town | Town meeting                          |
| Stewartstown      | Coös         | 1 004             | Town | Town meeting                          |
| Stoddard          | Cheshire     | 1 232             | Town | Town meeting                          |
| Strafford         | Strafford    | 3 991             | Town | Town meeting                          |
| Stratford         | Coös         | 746               | Town | Town meeting                          |
| Stratham          | Rockingham   | 7 255             | Town | Town meeting                          |
| Sugar Hill        | Grafton      | 563               | Town | Town meeting                          |
| Sullivan          | Cheshire     | 677               | Town | Town meeting                          |
| Sunapee           | Sullivan     | 3 365             | Town | Town meeting (avec town manager)      |
| Surry             | Cheshire     | 732               | Town | Town meeting                          |
| Sutton            | Merrimack    | 1 837             | Town | Town meeting                          |
| Swanzey           | Cheshire     | 7 230             | Town | Town meeting                          |
| Tamworth          | Carroll      | 2 856             | Town | Town meeting                          |
| Temple            | Hillsborough | 1 366             | Town | Town meeting                          |
| Thornton          | Grafton      | 2 490             | Town | Town meeting                          |
| Tilton            | Belknap      | 3 567             | Town | Town meeting                          |
| Troy              | Cheshire     | 2 145             | Town | Town meeting                          |
| Tuftonboro        | Carroll      | 2 387             | Town | Town meeting                          |
| Unity             | Sullivan     | 1 671             | Town | Town meeting                          |
| Wakefield         | Carroll      | 5 078             | Town | Town meeting                          |
| Walpole           | Cheshire     | 3 734             | Town | Town meeting                          |
| Warner            | Merrimack    | 2 833             | Town | Town meeting                          |
| Warren            | Grafton      | 904               | Town | Town meeting                          |
| Washington        | Sullivan     | 1 123             | Town | Town meeting                          |
| Waterville Valley | Grafton      | 247               | Town | Town meeting                          |
| Weare             | Hillsborough | 8 785             | Town | Town meeting                          |
| Webster           | Merrimack    | 1 872             | Town | Town meeting                          |
| Wentworth         | Grafton      | 911               | Town | Town meeting                          |
| Westmoreland      | Cheshire     | 1 874             | Town | Town meeting                          |
| Whitefield        | Coös         | 2 306             | Town | Town meeting                          |
| Wilmot            | Merrimack    | 1 358             | Town | Town meeting                          |
| Wilton            | Hillsborough | 3 677             | Town | Town meeting                          |
| Winchester        | Cheshire     | 4 341             | Town | Town meeting                          |
| Windham           | Rockingham   | 13 592            | Town | Town meeting                          |
| Windsor           | Hillsborough | 224               | Town | Town meeting                          |
| Wolfeboro         | Carroll      | 6 269             | Town | Town meeting (avec town manager)      |
| Woodstock         | Grafton      | 1 374             | Town | Town meeting                          |